# Paryphoconus unimaculatus
Paryphoconus unimaculatus är en tvåvingeart som beskrevs av John William Scott Macfie 1940. Paryphoconus unimaculatus ingår i släktet Paryphoconus och familjen svidknott. Inga underarter finns listade i Catalogue of Life.